# غیرت (فیلم ۱۳۵۵)
غیرت فیلمی به کارگردانی مهدی رئیس فیروز و نویسندگی احمد نجیب زاده محصول سال ۱۳۵۵ است.

## خلاصه داستان
یک شکارچی هوسران به نام سنجر باعث مرگ یک زن روستایی می‌شود…

## بازیگران
- رضا بیک ایمانوردی
- علی میری
- کاوه
- عزت‌الله رمضانی‌فر
- سیروس شاندرمنی
- رفیع حالتی
- مهرداد مظاهری
- نرسی کرکیا
- هنگامه
- زهره
- اکبر اصفهانی
- حسین
- سهیل زریباف
- محسن